# Візиренко Олег Анатолійович
Оле́г Анато́лійович Візиренко — капітан Збройних сил України. Брав участь у боях за Слов'янськ.

## Нагороди
За особисту мужність і героїзм, виявлені у захисті державного суверенітету та територіальної цілісності України, вірність військовій присязі під час російсько-української війни, відзначений — нагороджений орденом «За мужність» III ступеня (27 червня 2015 року).